# Pomnik Klawiatury w Jekaterynburgu

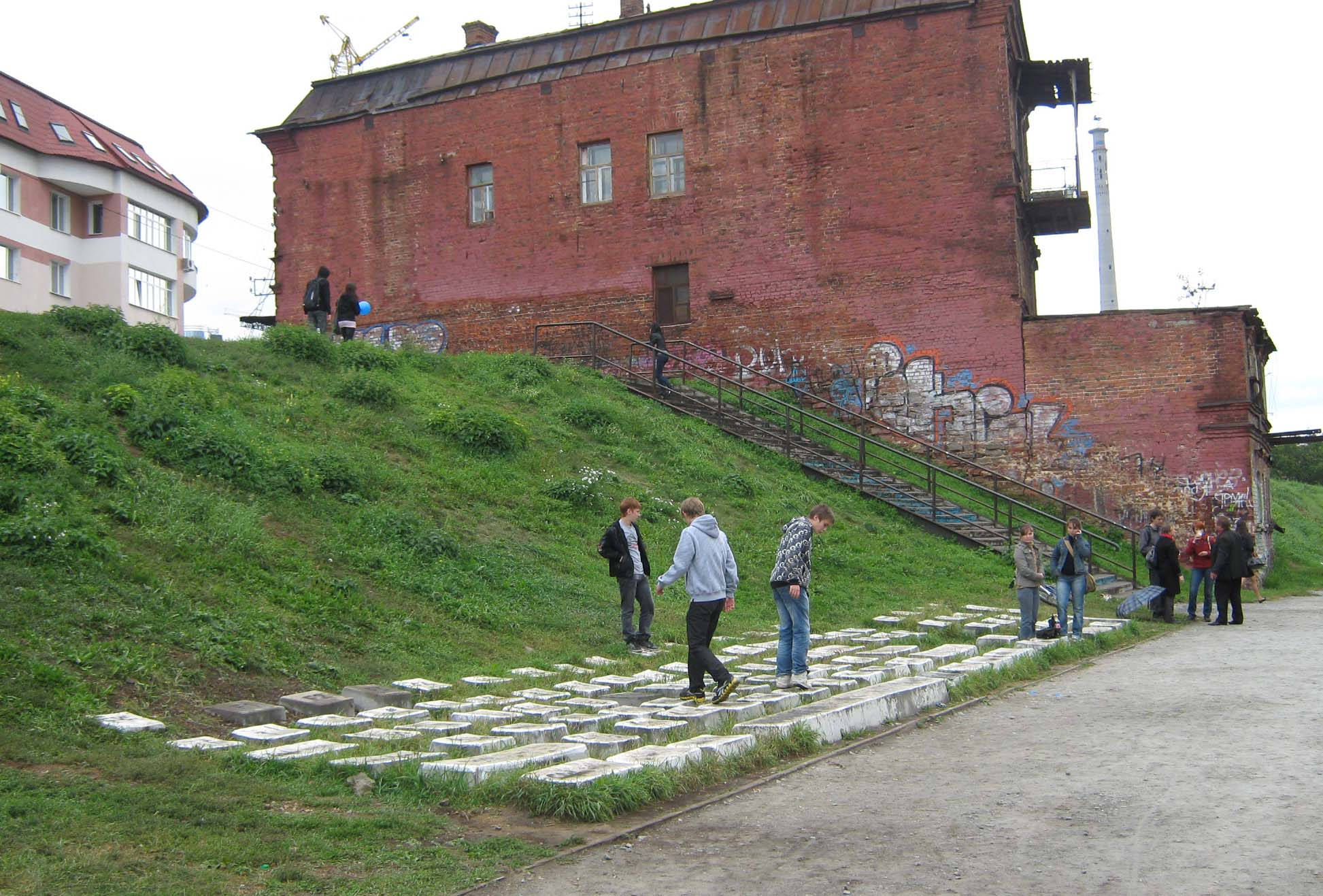
Jekaterynburski Pomnik Klawiatury

Pomnik Klawiatury (ros. Памятник клавиатуре) – znajdujący się w Jekaterynburgu, w obwodzie swierdłowskim pomnik związany ze sztuką ziemi przedstawiający klawiaturę QWERTY.

## Charakterystyka

### Historia i opis
Monument powstał w 2005 roku w związku z odbywającym się w mieście festiwalem "Długie historie Jekaterynburga", a jego autorem jest Anatolij Wiatkin związany z grupą "ArtPolitika". Pomnik położony jest na nabrzeżu rzeki Iset, w rejonie ulicy Gogola. Montaż elementów trwał od 27 września do 3 października 2005 roku, a sam pomnik został oficjalnie odsłonięty 5 października tego samego roku. Jekaterynburski pomnik klawiatury składa się z 86 klawiszy, ważących od 100 do 500 kilogramów. Klawisze wykonane są z betonu i umieszczone w specjalnych zagłębieniach, w odległości od siebie około 15 centymetrów, a sam pomnik zajmuje powierzchnię 16 na 4 metrów. Klawisze ułożone są zgodnie z porządkiem klawiatury QWERTY jaka używana jest na terenie Federacji Rosyjskiej, tzn. oddają one zarówno litery z alfabetu łacińskiego jak i z cyrylicy. Spacja jest najcięższym klawiszem, ważącym przeszło 500 kilogramów.

### Symbolika
Pomnik klawiatury jest przedstawicielem tzw. sztuki ziemi i ma symbolizować erę komputerową w dziejach ludzkości, a także pokazywać, że Jekaterynburg w XXI wieku jest miastem nowoczesnych technologii. Każdy klawisz jest jednocześnie swego rodzaju ławką, na której przechodnie i turyści mogą swobodnie usiąść. Jednocześnie jego symbolika ma mieć nie tylko odniesienie lokalne, ale także międzynarodowe – klawiatura jest w tym przypadku, w zamyśle twórców pomnika, narzędziem komunikacji pomiędzy ludźmi na całym świecie i rzeczą która towarzyszy nieustannie współczesnemu człowiekowi. Ważne jest także umiejscowienie dwóch alfabetów na klawiaturze: łacińskiej oraz cyrylicy. W ten sposób pomnik ma łączyć dwie cywilizacje: Wschodu i Zachodu i wskazywać, że Jekaterynburg leży na granicy dwóch światów. Umiejscowienie pomnika na nabrzeżu rzecznym w otoczeniu zarówno terenów zielonych jak i skał ma na celu symboliczne wkomponowanie go w przyrodę, a także stworzenie swego rodzaju ogrodu skalnego.

## Dalsze losy
Parokrotnie zdarzały się przypadki kradzieży klawiszy z pomnika. Skradziono m.in. klawisze "F1", "F2", "F3", "Y" oraz klawisz "Windows". W 2011 roku, po jednej z kradzieży jedno z muzeów w Permie zaproponowało przeniesienie pomnika do tamtego miasta, gdyż jak sugerowano władze Jekaterynburga nie troszczą się o monument i nie doceniają go. W istocie, mimo wielkiej popularności i trafienia na łamy przewodników po mieście, pomnik nie został oficjalnie uznany przez władzę Jekaterynburga i jako taki nie figuruje na liście obiektów o znaczeniu kulturalnych i turystycznym. Po aktach kradzieży klawiszy, pomnik został oficjalnie odrestaurowany 17 sierpnia 2011 roku. Zapowiedziano też zbiórkę podpisów pod petycją o wpisanie go na listę dziedzictwa w mieście i tym samym zapobieżeniu przed jego przeniesieniem do Permu.
Według projektantów i mediów uralskich pomnik jest jedynym tego typu monumentem na świecie, a także największą na świecie klawiaturą. Swoje zainteresowanie pomnikiem w czasie wizyty w Jekaterynburgu wyraził Niklaus Wirth. W 2011 roku pomnik brał udział w konkursie "7 cudów Rosji". Tego samego roku, w wyniku publicznego głosowania, znalazł się na liście najciekawszych atrakcji turystycznych Jekaterynburga. Trafił tym samym na tzw. Czerwoną Linię Jekaterynburga, nowy szlak turystyczny wytyczony wśród zabytków miasta.